# USS Runels (DE-793)
USS Runels (DE-793/APD-85) là một tàu hộ tống khu trục lớp Buckley được Hải quân Hoa Kỳ chế tạo trong Chiến tranh Thế giới thứ hai. Tên nó được đặt theo Thiếu úy Hải quân Donald Steven Runels (1904-1942), người từng phục vụ trên tàu tuần dương hạng nặng Northampton (CA-26) và đã tử trận trong Trận Tassafaronga vào ngày 30 tháng 11, 1942. Nó đã phục vụ trong chiến tranh cho đến năm 1944, khi được cải biến thành một tàu vận chuyển cao tốc mang ký hiệu lườn APD-85, và tiếp tục phục vụ cho đến khi chiến tranh kết thúc; con tàu xuất biên chế năm 1947 và bị tháo dỡ năm 1961. Runels được tặng thưởng một Ngôi sao Chiến trận do thành tích phục vụ trong Thế Chiến II.

## Thiết kế và chế tạo
Những chiếc thuộc lớp tàu hộ tống khu trục Buckley có chiều dài chung 306 ft (93 m), mạn tàu rộng 37 ft 1 in (11,30 m) và độ sâu mớn nước khi đầy tải là 11 ft 3 in (3,43 m). Chúng có trọng lượng choán nước tiêu chuẩn 1.400 tấn Anh (1.400 t); và lên đến 1.740 tấn Anh (1.770 t) khi đầy tải. Hệ thống động lực bao gồm hai turbine hơi nước General Electric công suất 13.500 mã lực (10.100 kW), dẫn động hai máy phát điện công suất 9.200 kilôwatt (12.300 hp) để vận hành hai trục chân vịt;  công suất 12.000 hp (8.900 kW) cho phép đạt được tốc độ tối đa 23 kn (26 mph; 43 km/h), và có dự trữ hành trình 6.000 nmi (6.900 mi; 11.000 km) khi di chuyển ở vận tốc đường trường 12 kn (14 mph; 22 km/h).
Vũ khí trang bị bao gồm ba pháo 3 in (76 mm)/50 cal trên tháp pháo nòng đơn có thể đối hạm hoặc phòng không, một khẩu đội 1,1 inch/75 caliber bốn nòng và tám pháo phòng không Oerlikon 20 mm. Vũ khí chống ngầm bao gồm một dàn súng cối chống tàu ngầm Hedgehog Mk. 10 (có 24 nòng và mang theo 144 quả đạn); hai đường ray Mk. 9 và tám máy phóng K3 Mk. 6 để thả mìn sâu. Khác biệt đáng kể so với lớp Evarts dẫn trước là chúng có thêm ba ống phóng ngư lôi Mark 15 21 inch (533 mm). Thủy thủ đoàn đầy đủ bao gồm 186 sĩ quan và thủy thủ.
Runels được đặt lườn tại xưởng tàu của hãng Consolidated Steel Corp., Ltd. tại Orange, Texas vào ngày 7 tháng 6, 1943. Nó được hạ thủy vào ngày 4 tháng 9, 1943; được đỡ đầu bởi bà Donald S. Runels, vợ góa Thiếu úy Runels, và nhập biên chế vào ngày 3 tháng 1, 1944 dưới quyền chỉ huy của Hạm trưởng, Thiếu tá Hải quân Herbert Gordon Claudius.

## Lịch sử hoạt động

### Mặt trận Đại Tây Dương
Sau khi hoàn tất việc chạy thử máy huấn luyện tại khu vực Bermuda và sửa chữa sau chạy thử máy vào tháng 2, 1944, Runelsđược điều về Đội hộ tống 47 thuộc Hạm đội Đại Tây Dương. Nó gia nhập Lực lượng Đặc nhiệm 67 tại Brooklyn, New York vào tháng 3 để làm nhiệm vụ hộ tống vận tải vượt Đại Tây Dương, và đã hộ tống một đoàn tàu đi sang Anh và quay trở về từ ngày 25 tháng 3 đến ngày 11 tháng 5. Một chuyến hộ tống vận tải khứ hồi khác vượt [Đại Tây Dương được nó tiếp tục thực hiện từ cuối tháng 5, đi sang Casablanca, Morocco thuộc Pháp và quay trở về vào giữa tháng 6. Sau nó nó hoạt động cùng các tàu sân bay hộ tống ngoài khơi khu vực phía Nam New England cho đến ngày 30 tháng 6, khi nó lại lên đường hướng sang Bắc Phi. Đi đến Mers El Kébir vào ngày 10 tháng 7, nó gia nhập Đội đặc nhiệm 80.6 và làm nhiệm vụ tuần tra và hộ tống vận tải dọc bờ biển Bắc Phi. Sau một tuần, phạm vi hoạt động của nó mở rộng đến Naples khi pheĐồng Minh bắt đầu chuẩn bị cho Chiến dịch Dragoon, cuộc đổ bộ lên miền Nam nước Pháp.
Khởi hành từ Naples vào ngày 13 tháng 8, Runels hộ tống cho lực lượng tham gia tấn công, và đi đến ngoài khơi bãi đổ bộ vào đúng ngày D 15 tháng 8. Nó tiếp tục tuần tra bảo vệ các tàu vận chuyển ngoài khơi bãi đổ bộ, và trong hai tháng tiếp theo đã hộ tống các đoàn tàu vận tải lực lượng tăng viện và tiếp liệu từ Mers El Kébir và Naples sang khu vực chiến trường dọc bờ biển Pháp. Trong các tháng 11 và tháng 12, nó bảo vệ các đoàn tàu đổ bộ LST vận chuyển tiếp liệu giữa Bastia, Corse và Marseilles.
Rời khu vực Địa Trung Hải, Runels quay trở về Hoa Kỳ, về đến New York vào ngày 18 tháng 1, 1945, và bắt đầu được cải biến thành một tàu vận chuyển cao tốc lớp Charles Lawrence. Nó được xếp lại lớp với ký hiệu lườn mới APD-85 vào ngày 24 tháng 1, 1945, và hoàn tất công việc cải biến vào ngày 8 tháng 4.

### Mặt trận Thái Bình Dương

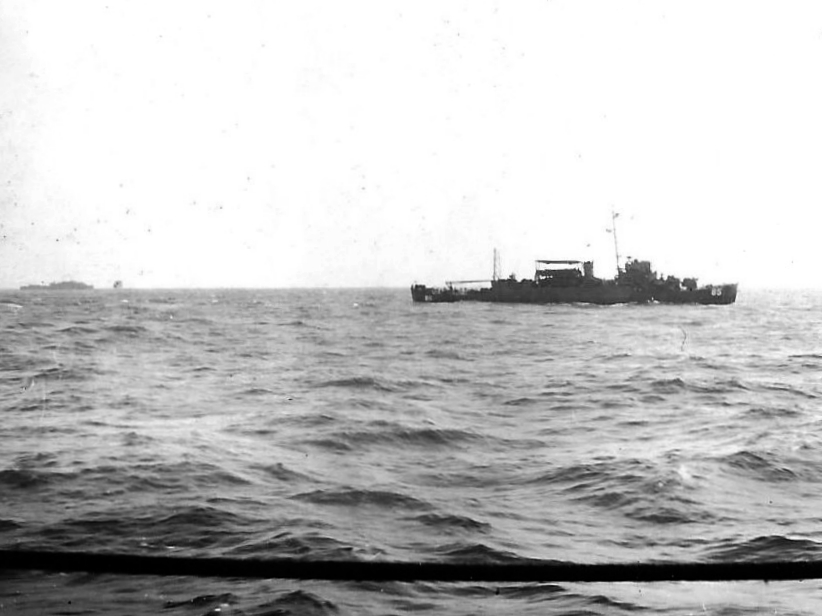
Runels ngoài khơi Nhật Bản, 28 tháng 8 năm 1945.

Sau khi được huấn luyện tại khu vực vịnh Chesapeake, Runels khởi hành vào ngày 28 tháng 4 để đi sang khu vực Mặt trận Thái Bình Dương. Đi đến quần đảo Hawaii vào giữa tháng 5, nó tiếp tục huấn luyện trước khi rời Trân Châu Cảng vào ngày 9 tháng 6, hộ tống một đoàn tàu vận tải đi sang Eniwetok thuộc quần đảo Marshall. Con tàu tiếp tục đi ngang qua quần đảo Mariana để hướng đến Okinawa, đến nơi vào ngày 4 tháng 7, và hoạt động tuần tra tại khu vực Hagushi cho đến ngày 13 tháng 7. Nó hộ tống một đoàn tàu vận tải cho hành trình khứ hồi từ Leyte, Philippines đến Okinawa từ ngày 14 tháng 7 đến ngày 6 tháng 8, và sau đó phục vụ như trạm cột mốc radar canh phòng cho đến khi chiến tranh chấm dứt.
Sau khi Nhật Bản chấp nhận đầu hàng vào ngày 15 tháng 8 giúp kết thúc cuộc xung đột, được cho tách ra vào ngày 16 tháng 8 để hoạt động tạm thời cùng đội tiếp liệu cho lực lượng đặc nhiệm tàu sân bay nhanh trước khi gia nhập Lực lượng Đặc nhiệm 31. Thả neo tại vịnh Sagami vào ngày 27 tháng 8, trong bảy tháng tiếp theo nó đã hoạt động cùng lực lượng chiếm đóng. Trong tháng 9, nó giúp di tản những cựu tù binh chiến tranh Đồng Minh khỏi các trại tập trung đồng thời làm nhiệm vụ vận chuyển nhân sự, thư tín và hàng hóa giữa Iwo Jima và Tokyo. Đến tháng 10 và tháng 11, nó tham gia vào việc giải giới quân đội Nhật Bản trú đóng trên quần đảo Izu; rồi sang tháng 12 đã phục vụ như sở chỉ huy di động cho việc kiểm soát cảng và thực hiện một chuyến khảo sát đến khu vực quần đảo Ryūkyū. Các hoạt động khác cùng lực lượng chiếm đóng được tiếp nối sang đầu năm 1946.
Lên đường quay trở về Hoa Kỳ vào ngày 9 tháng 4, Runels về đến Xưởng hải quân Philadelphia vào ngày 31 tháng 5 để chuẩn bị ngừng hoạt động. Nó chuyển đến Charleston, South Carolina trong tháng 7, rồi sang tháng 1, 1947 lại tiếp tục chuyển đến Mayport, Florida, nơi nó được cho xuất biên chế vào ngày 10 tháng 2, 1947 và được đưa về Hạm đội Dự bị Đại Tây Dương. Con tàu không bao giờ được đưa ra hoạt động trở lại; tên nó được cho rút khỏi danh sách Đăng bạ Hải quân vào ngày 1 tháng 6, 1960, và con tàu được bán cho hãng Portsmouth Salvage Co. tại Portsmouth, Virginia vào ngày 10 tháng 7, 1961 để tháo dỡ.

## Phần thưởng
Runels được tặng thưởng một Ngôi sao Chiến trận do thành tích phục vụ trong Thế Chiến II.
|             |  |  |
| Bronze star |  |  |

| Huân chương Chiến dịch Hoa Kỳ                                                | Huân chương Chiến dịch Hoa Kỳ        | Huân chương Chiến dịch Châu Á-Thái Bình Dương | Huân chương Chiến dịch Châu Á-Thái Bình Dương |
| Huân chương Chiến dịch Châu Âu-Châu Phi-Trung Đông với 1 Ngôi sao Chiến trận | Huân chương Chiến thắng Thế Chiến II | Huân chương Chiến thắng Thế Chiến II          | Huân chương Phục vụ Chiếm đóng Hải quân       |